# ISO 3166-2:MZ
ISO 3166-2:MZ — стандарт Международной организации по стандартизации, который определяет геокоды. Является подмножеством стандарта ISO 3166-2, относящимся к Мозамбику. Стандарт охватывает 10 провинций и 1 город — Мапуту, Мозамбика. Каждый геокод состоит из двух частей: кода Alpha2 по стандарту ISO 3166-1 для Мозамбика - MZ и дополнительного кода, записанных через дефис. Дополнительные, код столицы образован созвучно: названию, аббревиатуре названия города, однобуквенный код провинции образован буквой латинского алфавита. Геокоды города и провинций Мозамбика являются подмножеством кодов домена верхнего уровня — MZ, присвоенного Мозамбику в соответствии со стандартами ISO 3166-1.

## Геокоды Мозамбика
Геокоды 10 провинций и 1 города административно-территориального деления Мозамбика.
| Геокод | Административная единица | Статус    |
| ------ | ------------------------ | --------- |
| MZ-A   | Ньяса                    | провинция |
| MZ-N   | Нампула                  | провинция |
| MZ-B   | Маника                   | провинция |
| MZ-P   | Кабу-Делгаду             | провинция |
| MZ-G   | Газа                     | провинция |
| MZ-Q   | Замбезия                 | провинция |
| MZ-I   | Иньямбане                | провинция |
| MZ-S   | Софала                   | провинция |
| MZ-L   | Мапуту                   | провинция |
| MZ-T   | Тете                     | провинция |
| MZ-MPM | Мапуту                   | город     |

## Геокоды пограничных Мозамбику государств
- Танзания — ISO 3166-2:TZ (на севере),
- Малави — ISO 3166-2:MW (на северо-западе),
- Замбия — ISO 3166-2:ZM (на северо-западе),
- Зимбабве — ISO 3166-2:ZW (на западе),
- Свазиленд — ISO 3166-2:SZ (на юге),
- ЮАР — ISO 3166-2:ZA (на юге).